# Igumenitsa
Igumenitsa (także: Igumenica, gr. Ηγουμενίτσα) – miejscowość w Grecji, nad Morzem Jońskim, w administracji zdecentralizowanej Epir-Macedonia Zachodnia, w regionie Epir, w jednostce regionalnej Tesprotia. Siedziba gminy Igumenitsa. W 2011 roku liczyła 9145 mieszkańców.
Igumenitsa jest oddalona o 480 km od Aten i 460 km od Salonik. Port morski dysponuje codziennymi połączeniami promowymi do Włoch (Bari, Brindisi, Wenecja, Ankona) oraz do portu Patras na Peloponezie. Lokalne połączenia promowe to Korfu, Paksos i Andipaksos.
W Igumenitsy zaczyna też swój bieg autostrada Egnatia Odos (A2), łącząca Morze Jońskie, ze wschodnią granicą państwa greckiego. Wobec licznych, długich odcinków górskich oraz niestabilnego geologicznie i tektonicznie podłoża, budowa ta stanowiła wyzwanie techniczne i ekonomiczne. Inwestycję współfinansowała Unia Europejska. Ostatni z odcinków oddano do użytku w 2009 roku. Nazwa autostrady nawiązuje do tradycji starożytnej drogi via Egnatia, niegdyś łącząca miasta Italii, przez Thessalonikę (łacińska nazwa: Egnatia) z Konstantynopolem.

## Miasta partnerskie
- Saranda, Albania
- Velbert, Niemcy